# Institut de Cultura i Biblioteca Popular de la Dona
L'Institut de Cultura i Biblioteca Popular de la Dona (1909–1936) fou una institució d'educació social adreçada a la formació cultural i professional de la dona. Esdevingué un dels centres socioeducatius més notables de la Catalunya del seu temps. N'és continuador l'actual Centre de Cultura de Dones Francesca Bonnemaison (la Bonne).

## Història
La Biblioteca Popular de la Dona va ser la primera biblioteca pública femenina d'Europa, creada el 1909 al claustre de Santa Anna de Barcelona. S'avançà gairebé vint anys a altres projectes similars, com ara la Fawcett Library, de Londres. L'èxit de la iniciativa va ser tal que, un any després, el 1910, passà a institut i es traslladà a l'antic Col·legi de Sant Guillem d'Aquitània, al carrer d'Elisabets, 12-14. El centre va ser el primer a Europa dedicat exclusivament a la formació cultural i laboral de les dones, al temps de la Mancomunitat de Catalunya, i va arribar a acollir 20.000 dones. Amb el lema «Tota dona val més quan lletra aprèn», el seu objectiu anava més enllà de les simples lectures (les novel·les eren una de les parts del fons de la biblioteca que sortia més en préstec), i amb cursos d'idiomes, dactilografia, modisteria, música, art, cuina, comerç, fotografia, delineació, etc., conferències i la borsa de treball, les dones podrien ocupar professions que estaven reservades als homes.
Fundat per Francesca Bonnemaison, des dels primers anys de la seva creació, l'Institut es vinculà a diferents entitats ciutadanes, destinades a la promoció dels oficis artístics, entre aquestes el Foment de les Arts Decoratives (FAD), institució creada el 1903 i encara vigent. A partir de 1914-1915, implantà un nou pla d'estudis que oferí un grau d'estudis preparatoris de cultura general i batxillerat. La seva directora pedagògica, Rosa Sensat, es plantejava com a objectiu «donar a la dona una base de cultura científica i artística que fos garantia de perfecció en el seu treball i que la possibilités per a lluitar amb èxit en l'exercici de la seva carrera professional en condicions de superioritat».
Les alumnes creixien, a mesura que s'ampliava l'oferta acadèmica amb cursos absolutament innovadors per a l'època, com ara el de Delineació, impartit, a partir de 1918, per Leonor Ferrer, que fou la primera dona delineant de l'estat espanyol i cap de l'oficina de plànols de la Societat General de Telèfons, i d'altres no tan innovadors però que van tenir una acollida fenomenal, com ara les classes de cuina —unes especialitzades, d'altres no—, amb una assistència massiva que va fer plantejar a l'equip directiu la necessitat de tenir un espai propi. També se n'ampliaven els serveis: la biblioteca creixia any rere any; la borsa de treball, etc.

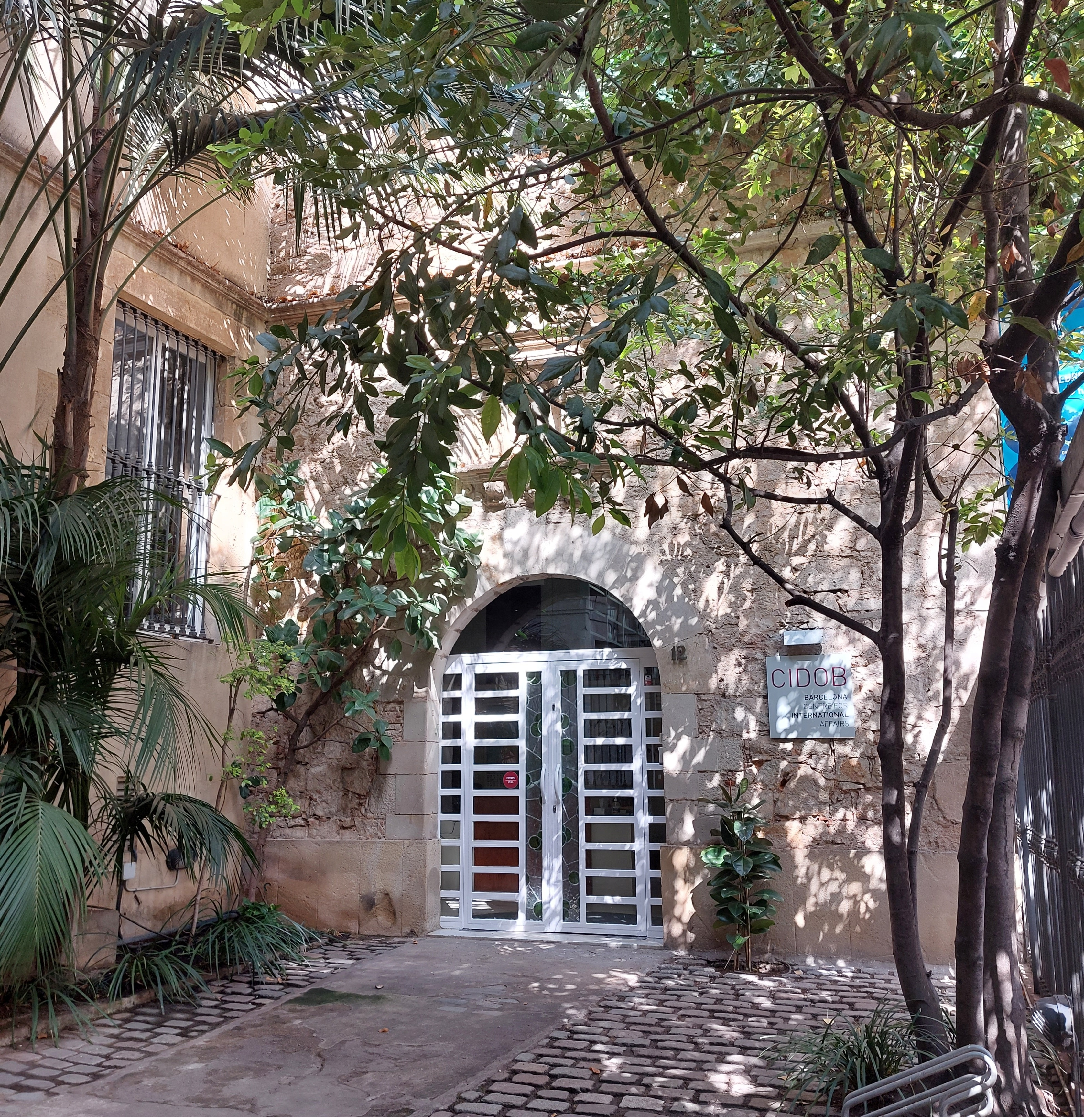
Col·legi de Sant Guillem d'Aquitània al carrer d'Elisabets, 12-14, avui CIDOB

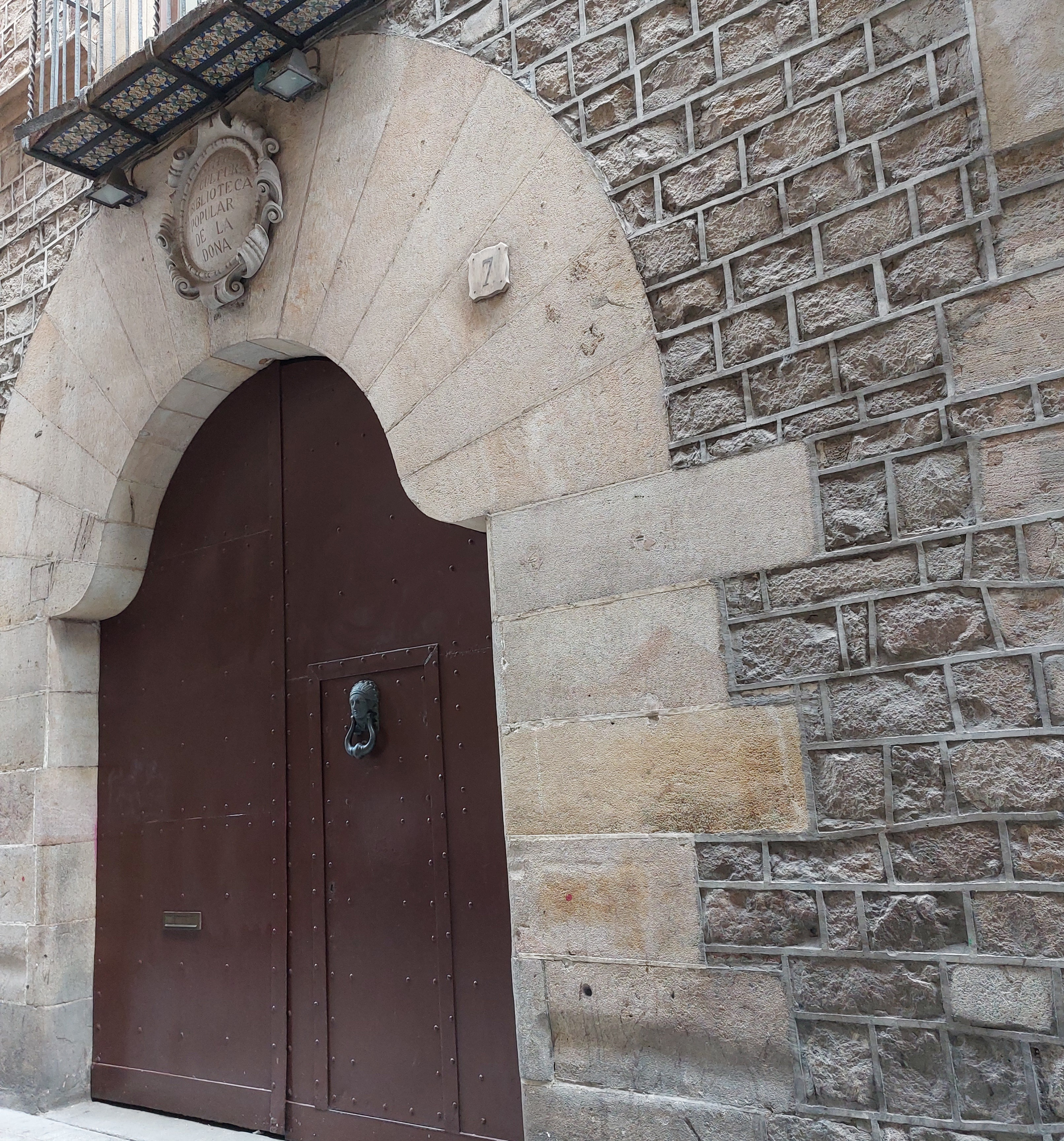
Casa Cordelles, al carrer Sant Pere Més Baix, 7

Finalment, el dia 8 d'octubre de 1922, coincidint amb la sessió formal d'obertura del curs 1922-23, s'inaugurà el nou casal, al carrer més baix de Sant Pere, número 7. El nou edifici va permetre que més de 30.000 dones circulessin lliurement per la seu de l'institut. El creixement no tenia aturador, però, a partir de 1930, l'endeutament econòmic progressiu i l'esclat del conflicte bèl·lic entorpiren el funcionament de la institució.
La Guerra Civil, iniciada el juliol del 1936, va anorrear la vida de l'Institut. Francesca Bonnemaison marxà a l'exili a Suïssa des d'on secundà el bàndol franquista. El 1941, el consell directiu de l'institut cedí a la Diputació de Barcelona «todo el haber del Instituto de Cultura y Biblioteca Popular de la Mujer, haciéndose cargo la misma de todo el activo y pasivo de la institución para que continúe la obra social del Instituto», amb la condició que mantinguessin un ús en la línia del servei a la dona. La biblioteca en fou desvinculada.
Francesca Bonnemaison va retornar a Catalunya el 1947 i va morir el 12 d'octubre de 1949, apartada de tota activitat social. Tot i que vivia a poca distància de l'antic Institut, mai hi tornà a entrar.
El 1970, la Sección Femenina de la Falange Espanyola de les JONS, partit únic del Franquisme, abandonà el casal, que va allotjar l'Institut del Teatre. Finalment, el 2003, i gràcies a l'acció popular encapçalada per la historiadora Isabel Segura, la seu de l'institut tornava a ser allò que havia estat en els seus inicis: un espai de dones, amb el naixement del Centre de Cultura de Dones Francesca Bonnemaison.

## Objectiu i serveis
L'objectiu de l'Institut de Cultura i Biblioteca Popular per a la Dona era promoure la il·lustració i la cultura de les dones,  amb la voluntat de barrejar «lo útil ab lo agradable» i d'oferir uns coneixements científics, artístics i manuals. La barreja dels tres tipus d'ensenyaments fou el que en faria un centre excepcional, pel que fa a l'oferta cultural adreçada a les dones a la Catalunya de les primeres dècades del segle. Les promotores optaren per adequar i ajustar la seva proposta formativa al «progressiu moviment del comerç i de la indústria». Amb previsió de futur, el centre, doncs, oferí una educació especialitzada per tal que les dones arribessin al mercat laboral dotades de tot un conjunt de coneixements i habilitats que es requerien per a l'exercici de les noves professions. Poc temps després, l'Institut creà la secció d'Indústries artístiques i posà en marxa tallers. La idea no era nova, ja que remetien a aquells tallers que el moviment dels Arts and Crafts havien propiciat en alguns països europeus i que incloïen una alta participació de les dones.
L'Institut publicà diversos treballs, revistes i monografies, entre els quals el Report documentat anual de l'entitat i la revista mensual Claror que veié la llum entre el maig de 1935 fins al juny de 1939. Ambdues publicacions ofereixen una detallada perspectiva de les activitats, el pensament i els reptes de l'entitat.

## Fons documentals
L'Arxiu Històric de la Ciutat de Barcelona custodia un important fons documental pertanyent a la institució, que abasta el període 1909-1939. Al fons Narcís Verdaguer Callís - Francesca Bonnemaison de l'Arxiu Nacional de Catalunya es troba una nombrosa documentació de l'Institut de Cultura i Biblioteca Popular de la Dona.